# Cabeceiras de Basto
Cabeceiras de Basto é uma vila portuguesa localizada na sub-região do Ave, pertencendo à região do Norte e ao Distrito de Braga.
É sede do Município de Cabeceiras de Basto que tem uma área total de 241,82 km2, 15.558 habitantes em 2021 e uma densidade populacional de 64 habitantes por km2, subdividido em 12 freguesias. O município é limitado a norte pelo munícipio de Montalegre, a nordeste por Boticas, a leste por Ribeira de Pena, a sudeste por Mondim de Basto, a sul por Celorico de Basto, a oeste por Fafe e a noroeste por Vieira do Minho.
O ponto mais alto do município situa-se na Serra da Cabreira, mais precisamente no Alto das Torrinheiras, a 1197 metros de altitude.

## Freguesias
O município é subdivido em 12 freguesias:
- Abadim
- Alvite e Passos
- Arco de Baúlhe e Vila Nune
- Basto
- Bucos
- Cabeceiras de Basto
- Cavez
- Faia
- Gondiães e Vilar de Cunhas
- Pedraça
- Refojos de Basto, Outeiro e Painzela
- Riodouro

## População

### Habitantes
Dado aos dados dos Censos 2021, o município de Cabeceiras de Basto registou 15 558 habitantes, menos 1 150 habitantes comparado com os Censos de 2011, aonde foram registados 16 710 habitantes. Todos as doze freguesias registaram uma descida de habitantes em –6,9%.
| Freguesia                            | Habitantes (2021) | Habitantes (2011) | Variação |
| ------------------------------------ | ----------------- | ----------------- | -------- |
| Abadim                               | 472               | 571               | –17,3%   |
| Alvite e Passos                      | 1 039             | 1 184             | –12,2%   |
| Arco de Baúlhe e Vila Nune           | 1 951             | 2 048             | –4,7%    |
| Basto                                | 893               | 938               | –4,8%    |
| Bucos                                | 469               | 554               | –15,3%   |
| Cabeceiras de Basto                  | 616               | 711               | –13,4%   |
| Cavez                                | 1 133             | 1 268             | –10,6%   |
| Faia                                 | 556               | 558               | –0,4%    |
| Gondiães e Vilar de Cunhas           | 347               | 421               | –17,6%   |
| Pedraça                              | 694               | 760               | –8,7%    |
| Refojos de Basto, Outeiro e Painzela | 6 574             | 6 755             | –2,7%    |
| Riodouro                             | 816               | 942               | –13,4%   |
| Cabeceiras de Basto                  | 15 558            | 16 710            | –6,9%    |

#### Crescimento populacional
Desde 1950, o município de Cabeceiras de Basto regista cada dez anos uma descida populacional. Enquanto que em 1950 registou 21 888 habitantes, em 2021 registou 15 560 habitantes, uma descida de 28,5%.

### Jovens
A percentagem residentes de jovens em Cabeceiras de Basto situa-se nos 12,3%, cerca de 1 845 jovens dos 0 aos 14 anos residem no município, abaixo da média da região Norte com 12,5% e abaixo da média nacional de 13,5%.
| Jovens dos 0-14 anos residentes em Cabeceiras de Basto | Jovens dos 0-14 anos residentes em Cabeceiras de Basto | Jovens dos 0-14 anos residentes em Cabeceiras de Basto | Jovens dos 0-14 anos residentes em Cabeceiras de Basto |
| Ano                                                    | 2001                                                   | 2011                                                   | 2021                                                   |
| ------------------------------------------------------ | ------------------------------------------------------ | ------------------------------------------------------ | ------------------------------------------------------ |
| %                                                      | 19,8%                                                  | 16,3%                                                  | 12,3%                                                  |
| Total jovens                                           | 3 366                                                  | 2 608                                                  | 1 845                                                  |
| Variação                                               |                                                        | –758                                                   | –763                                                   |

### Idosos
Os Censos de 2021 mostram, que 22,7% dos residentes em Cabeceiras de Basto são idosos, cerca de 3 405 idosos acima dos 65 anos residem no município, acima da média regional do Norte com 21,2% e acima da acima nacional com 22,3%.
| Idosos acima dos 65 anos residentes em Cabeceiras de Basto | Idosos acima dos 65 anos residentes em Cabeceiras de Basto | Idosos acima dos 65 anos residentes em Cabeceiras de Basto | Idosos acima dos 65 anos residentes em Cabeceiras de Basto |
| Ano                                                        | 2001                                                       | 2011                                                       | 2021                                                       |
| ---------------------------------------------------------- | ---------------------------------------------------------- | ---------------------------------------------------------- | ---------------------------------------------------------- |
| %                                                          | 17,7%                                                      | 19,3%                                                      | 22,7%                                                      |
| Total idosos                                               | 3 009                                                      | 3 088                                                      | 3 405                                                      |
| Variação                                                   |                                                            | +79                                                        | +317                                                       |

### Estrangeiros
0,9% da população residente em Cabeceiras de Basto são estrangeiros, cerca de 144 estrangeiros residem no município, abaixo da média regional do Norte com 2,5% e muito abaixo da média nacional com 6,4%.
| Estrangeiros residentes em Cabeceiras de Basto | Estrangeiros residentes em Cabeceiras de Basto | Estrangeiros residentes em Cabeceiras de Basto | Estrangeiros residentes em Cabeceiras de Basto |
| Ano                                            | 2009                                           | 2014                                           | 2021                                           |
| ---------------------------------------------- | ---------------------------------------------- | ---------------------------------------------- | ---------------------------------------------- |
| %                                              | 0,5%                                           | 0,6%                                           | 0,9%                                           |
| Total estrangeiros                             | 80                                             | 93                                             | 144                                            |
| Variação                                       |                                                | +13                                            | +51                                            |

## Economia

### Principais sectores empregadores
Os sectores com mais trabalhadores é a industria transformadora, com 19,4% de todos os trabalhadores empregados em Cabeceiras de Basto, seguido pela construção com 19,2%, do comércio com 19% e a agricultura com 11%.

### Desemprego
Dado aos dados dos Censos 2021, a taxa de desemprego situava-se no ano de 2020 nos 6,7%, 0,5% acima da média regional do Norte, que situava se nos 6,2% e 0,9% acima da média nacional, que se situava nos 5,8%.
| Desempregados em Cabeceiras de Basto | Desempregados em Cabeceiras de Basto | Desempregados em Cabeceiras de Basto | Desempregados em Cabeceiras de Basto |
| Ano                                  | 2009                                 | 2014                                 | 2019                                 |
| ------------------------------------ | ------------------------------------ | ------------------------------------ | ------------------------------------ |
| %                                    | 0,5%                                 | 0,6%                                 | 0,9%                                 |
| Total desempregados                  | 1 120                                | 1 408                                | 722                                  |
| Variação                             |                                      | +288                                 | –686                                 |

### Poder de compra
O poder de compra de Cabeceiras de Basto situou-se nos 66,5, abaixo da média regional do Norte com 93, com Portugal a 100.
| Poder de compra de Cabeceiras de Basto | Poder de compra de Cabeceiras de Basto | Poder de compra de Cabeceiras de Basto | Poder de compra de Cabeceiras de Basto |
| Ano                                    | 2009                                   | 2013                                   | 2019                                   |
| -------------------------------------- | -------------------------------------- | -------------------------------------- | -------------------------------------- |
| %                                      | 53,1%                                  | 65,7%                                  | 66,5%                                  |
| Variação                               |                                        | +12,6%                                 | +0,8%                                  |

### Salários
O ganho médio mensal de Cabeceiras de Basto em 2019 foi de 809,30€, abaixo da média de 1.100,40€ registado na região Norte e abaixo da média nacional de 1.206,30€.
| Ganho médio mensal em Cabeceiras de Basto | Ganho médio mensal em Cabeceiras de Basto | Ganho médio mensal em Cabeceiras de Basto | Ganho médio mensal em Cabeceiras de Basto |
| Ano                                       | 2009                                      | 2014                                      | 2019                                      |
| ----------------------------------------- | ----------------------------------------- | ----------------------------------------- | ----------------------------------------- |
| Total €                                   | 730,40 €                                  | 753,30 €                                  | 809,30 €                                  |
| Variação                                  |                                           | +22,90 €                                  | +56,00 €                                  |

## Evolução da População do Município
| Número de habitantes | Número de habitantes | Número de habitantes | Número de habitantes | Número de habitantes | Número de habitantes | Número de habitantes | Número de habitantes | Número de habitantes | Número de habitantes | Número de habitantes | Número de habitantes | Número de habitantes | Número de habitantes | Número de habitantes | Número de habitantes |
| -------------------- | -------------------- | -------------------- | -------------------- | -------------------- | -------------------- | -------------------- | -------------------- | -------------------- | -------------------- | -------------------- | -------------------- | -------------------- | -------------------- | -------------------- | -------------------- |
| 1864                 | 1878                 | 1890                 | 1900                 | 1911                 | 1920                 | 1930                 | 1940                 | 1950                 | 1960                 | 1970                 | 1981                 | 1991                 | 2001                 | 2011                 | 2021                 |
| 15 154               | 15 804               | 15 235               | 16 284               | 17 524               | 16 312               | 17 273               | 19 234               | 21 888               | 21 141               | 19 247               | 18 997               | 16 368               | 17 846               | 16 710               | 15 558               |

(Número de habitantes que tinham a residência oficial neste concelho à data em que os censos  se realizaram.)
| Número de habitantes por Grupo Etário | Número de habitantes por Grupo Etário | Número de habitantes por Grupo Etário | Número de habitantes por Grupo Etário | Número de habitantes por Grupo Etário | Número de habitantes por Grupo Etário | Número de habitantes por Grupo Etário | Número de habitantes por Grupo Etário | Número de habitantes por Grupo Etário | Número de habitantes por Grupo Etário | Número de habitantes por Grupo Etário | Número de habitantes por Grupo Etário | Número de habitantes por Grupo Etário | Número de habitantes por Grupo Etário |
| ------------------------------------- | ------------------------------------- | ------------------------------------- | ------------------------------------- | ------------------------------------- | ------------------------------------- | ------------------------------------- | ------------------------------------- | ------------------------------------- | ------------------------------------- | ------------------------------------- | ------------------------------------- | ------------------------------------- | ------------------------------------- |
|                                       | 1900                                  | 1911                                  | 1920                                  | 1930                                  | 1940                                  | 1950                                  | 1960                                  | 1970                                  | 1981                                  | 1991                                  | 2001                                  | 2011                                  | 2021                                  |
| 0-14 Anos                             | 5 547                                 | 6 042                                 | 5 631                                 | 6 168                                 | 7 280                                 | 7 464                                 | 7 842                                 | 7 090                                 | 6 194                                 | 4 057                                 | 3 534                                 | 2 723                                 | 1 917                                 |
| 15-24 Anos                            | 2 927                                 | 3 046                                 | 2 942                                 | 2 925                                 | 3 009                                 | 3 974                                 | 3 042                                 | 2 870                                 | 3 683                                 | 3 083                                 | 2 954                                 | 2 161                                 | 1 826                                 |
| 25-64 Anos                            | 6 728                                 | 7 319                                 | 6 815                                 | 7 196                                 | 7 657                                 | 8 507                                 | 8 629                                 | 7 010                                 | 6 820                                 | 6 859                                 | 8 208                                 | 8 605                                 | 8 291                                 |
| = ou > 65 Anos                        | 1 044                                 | 1 024                                 | 893                                   | 986                                   | 1 169                                 | 1 357                                 | 1 628                                 | 1 980                                 | 2 300                                 | 2 369                                 | 3 150                                 | 3 221                                 | 3 524                                 |

(Obs: De 1900 a 1950 os dados referem-se à população presente no concelho à data em que eles se realizaram Daí que se registem algumas diferenças relativamente à designada população residente)

## Política

### Eleições autárquicas[9]
| Data | %     | V     | %       | V       | %       | V       | %              | V            | %              | V  | %              | V       | %              | V   | %              | V  | Participação |                |
| Data | PS    | PS    | PPD/PSD | PPD/PSD | CDS-PP  | CDS-PP  | FEPU/APU/CDU   | FEPU/APU/CDU | AD             | AD | PSD-CDS        | PSD-CDS | GCE            | GCE | CH             | CH | Participação |                |
| ---- | ----- | ----- | ------- | ------- | ------- | ------- | -------------- | ------------ | -------------- | -- | -------------- | ------- | -------------- | --- | -------------- | -- | ------------ | -------------- |
| Data | 1976  | 35,45 | 3       | 34,26   | 2       | 23,86   | 2              | 2,23         | -              |    |                |         |                |     |                |    |              | 73,80 / 100,00 |
| 1979 | 42,84 | 3     | AD      | AD      | AD      | AD      | 1,23           | -            | 53,76          | 4  | 86,95 / 100,00 |         |                |     |                |    |              |                |
| 1982 | 44,02 | 3     | AD      | AD      | AD      | AD      | 2,10           | -            | 51,23          | 4  | 80,62 / 100,00 |         |                |     |                |    |              |                |
| 1985 | 47,25 | 3     | 49,83   | 4       |         |         | 1,19           | -            |                |    | 78,90 / 100,00 |         |                |     |                |    |              |                |
| 1989 | 47,89 | 3     | 48,42   | 4       | 1,22    | -       | 75,27 / 100,00 |              |                |    |                |         |                |     |                |    |              |                |
| 1993 | 51,80 | 4     | 43,30   | 3       | 2,77    | -       | 0,70           | -            | 76,58 / 100,00 |    |                |         |                |     |                |    |              |                |
| 1997 | 62,97 | 5     | 30,34   | 2       | 1,89    | -       | 2,15           | -            | 71,55 / 100,00 |    |                |         |                |     |                |    |              |                |
| 2001 | 55,44 | 4     | 36,79   | 3       | 3,93    | -       | 1,99           | -            | 75,66 / 100,00 |    |                |         |                |     |                |    |              |                |
| 2005 | 61,14 | 5     | CDS-PP  | CDS-PP  | PPD/PSD | PPD/PSD | 2,19           | -            | 34,33          | 2  | 71,82 / 100,00 |         |                |     |                |    |              |                |
| 2009 | 68,57 | 5     | CDS-PP  | CDS-PP  | PPD/PSD | PPD/PSD | 3,20           | -            | 25,31          | 2  | 65,84 / 100,00 |         |                |     |                |    |              |                |
| 2013 | 44,13 | 3     | CDS-PP  | CDS-PP  | PPD/PSD | PPD/PSD | 0,95           | -            | 12,03          | 1  | 40,26          | 3       | 65,81 / 100,00 |     |                |    |              |                |
| 2017 | 50,39 | 4     | (a)     | (a)     | (a)     | (a)     | 1,00           | -            |                |    | 45,64          | 3       | 65,76 / 100,00 |     |                |    |              |                |
| 2021 | 42,09 | 3     | CDS-PP  | CDS-PP  | PPD/PSD | PPD/PSD | 0,74           | -            | 27,33          | 2  | 26,56          | 2       | 0,76           | -   | 66,22 / 100,00 |    |              |                |

(a) O PPD/PSD e o CDS-PP apoiaram a lista independente "Independentes por Cabeceiras" nas eleições de 2017

### Eleições legislativas
| Data | %     | %     | %     | %    | %     | %     | %        | %     | %    | %     | %    | %   | %       | % | %  | %  |
| Data | PSD   | CDS   | PS    | PCP  | UDP   | AD    | APU/ CDU | FRS   | PRD  | PSN   | BE   | PAN | PSD CDS | L | CH | IL |
| ---- | ----- | ----- | ----- | ---- | ----- | ----- | -------- | ----- | ---- | ----- | ---- | --- | ------- | - | -- | -- |
| 1976 | 40,99 | 28,75 | 17,18 | 1,44 | 0,77  |       |          |       |      |       |      |     |         |   |    |    |
| 1979 | AD    | AD    | 30,14 | APU  | 1,24  | 56,36 | 3,66     |       |      |       |      |     |         |   |    |    |
| 1980 | AD    | AD    | FRS   | APU  | 0,64  | 60,31 | 3,51     | 27,88 |      |       |      |     |         |   |    |    |
| 1983 | 34,92 | 17,62 | 39,55 | APU  | 0,24  |       | 2,51     |       |      |       |      |     |         |   |    |    |
| 1985 | 38,37 | 12,45 | 29,42 | APU  | 0,36  | 2,43  | 10,97    |       |      |       |      |     |         |   |    |    |
| 1987 | 54,99 | 5,89  | 30,57 | CDU  | 0,46  | 1,76  | 1,88     |       |      |       |      |     |         |   |    |    |
| 1991 | 57,67 | 3,89  | 33,42 | CDU  |       | 1,17  | 0,19     | 0,48  |      |       |      |     |         |   |    |    |
| 1995 | 43,59 | 5,61  | 46,17 | CDU  | 0,45  | 0,97  |          | 0,43  |      |       |      |     |         |   |    |    |
| 1999 | 39,62 | 5,69  | 49,55 | CDU  |       | 1,58  | 0,27     | 0,58  |      |       |      |     |         |   |    |    |
| 2002 | 44,09 | 4,82  | 46,41 | CDU  | 1,52  |       | 0,71     |       |      |       |      |     |         |   |    |    |
| 2005 | 34,00 | 4,69  | 54,64 | CDU  | 1,59  | 1,52  |          |       |      |       |      |     |         |   |    |    |
| 2009 | 32,27 | 7,17  | 50,26 | CDU  | 2,25  | 3,69  |          |       |      |       |      |     |         |   |    |    |
| 2011 | 42,49 | 6,93  | 40,61 | CDU  | 2,36  | 1,73  | 0,26     |       |      |       |      |     |         |   |    |    |
| 2015 | CDS   | PSD   | 42,11 | CDU  | 2,05  | 4,12  | 0,36     | 45,16 | 0,88 |       |      |     |         |   |    |    |
| 2019 | 33,85 | 2,61  | 48,19 | CDU  | 1,84  | 5,01  | 1,02     |       | 0,32 | 0,78  | 0,35 |     |         |   |    |    |
| 2022 | 36,32 | 1,49  | 48,40 | CDU  | 1,31  | 2,47  | 0,56     | 0,45  | 4,27 | 2,05  |      |     |         |   |    |    |
| 2024 | AD    | AD    | 33,99 | CDU  | 36,60 | 0,80  | 2,81     | 0,94  | 1,32 | 14,66 | 2,96 |     |         |   |    |    |

## A Lenda do Basto

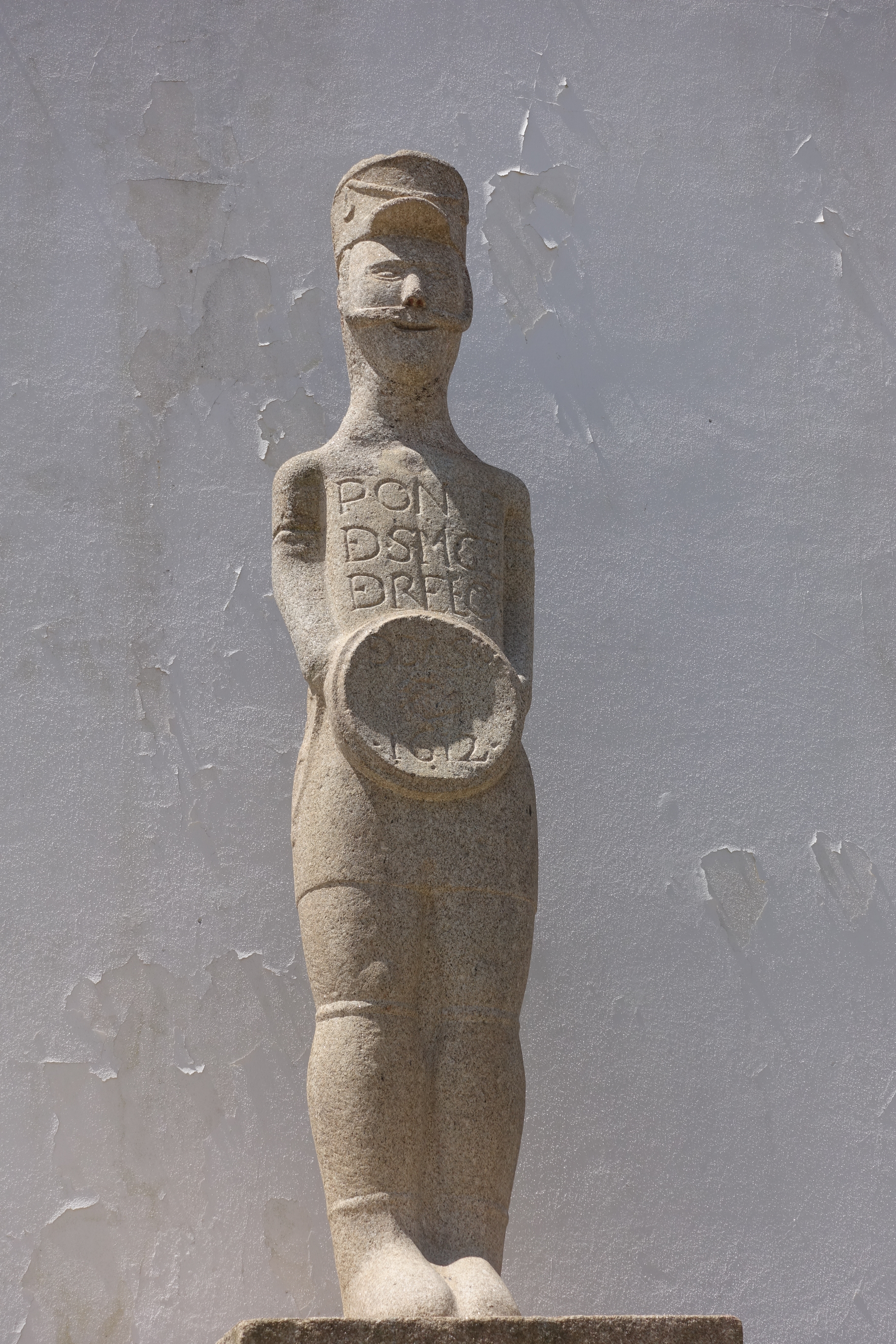
O Basto - estátua de um guerreiro galaico-lusitano do século I a.C.

A estátua "O Basto"  representando um guerreiro lusitano personifica a "raça" das gentes da região, a sua alma e as suas tradições. Nela, os habitantes de Cabeceiras revêem a sua coragem e a sua honradez, dando origem a uma lenda através da qual o povo explica o nome da região.

O Império Visigodo não resistiu aos ataques dos Mouros comandados por Tarik. Espalhando o terror, estes avançaram “ávidos de glória”, através da Galiza. Os ecos dos seus ataques chegaram ao Mosteiro de S. Miguel de Refojos, mas não mereceram crédito.
Bracara Augusta caiu também nas suas mãos. Então acreditaram e preparam-se para a defesa com uma centúria de servos e homens de armas, comandados por D. Gelmiro, o venerando abade do Mosteiro. Hermígio Romarigues, parente do fundador do Mosteiro, era o guerreiro-monge que mais se destacava pelo seu porte avantajado de grandes e possantes membros e com o rosto retalhado por mil golpes das escaramuças passadas.'
Postado junto à ponte que dava acesso ao Mosteiro, ao aproximar das tropas de Tarik estendeu a mão possante, assegurando: "Até ali, por S. Miguel, até ali, basto eu!"
E bastou! Três vezes arremeteram os mouros contra as débeis defesas do Mosteiro. Mas por três vezes foram repelidos pela espada de Hermígio Romarigues. A ponte sobre a ribeira ficou atulhada de corpos e os chefes infiéis tiveram de tratar com D. Gelmiro de igual para igual, gorando-se, deste modo, a suposta intenção de arrasarem o Mosteiro e decapitarem os monges.
Posteriormente o monge-guerreiro ter-se-á integrado no reduto cristão situado nas Astúrias, de onde irradiava já a Reconquista a partir de Covadonga, sob o comando de Pelágio.
Hermígio Romarigues “O Basto” foi imortalizado através da estátua que erigiram em sua homenagem, como reconhecimento pelos serviços prestados a El-Rei Pelágio.

## Património

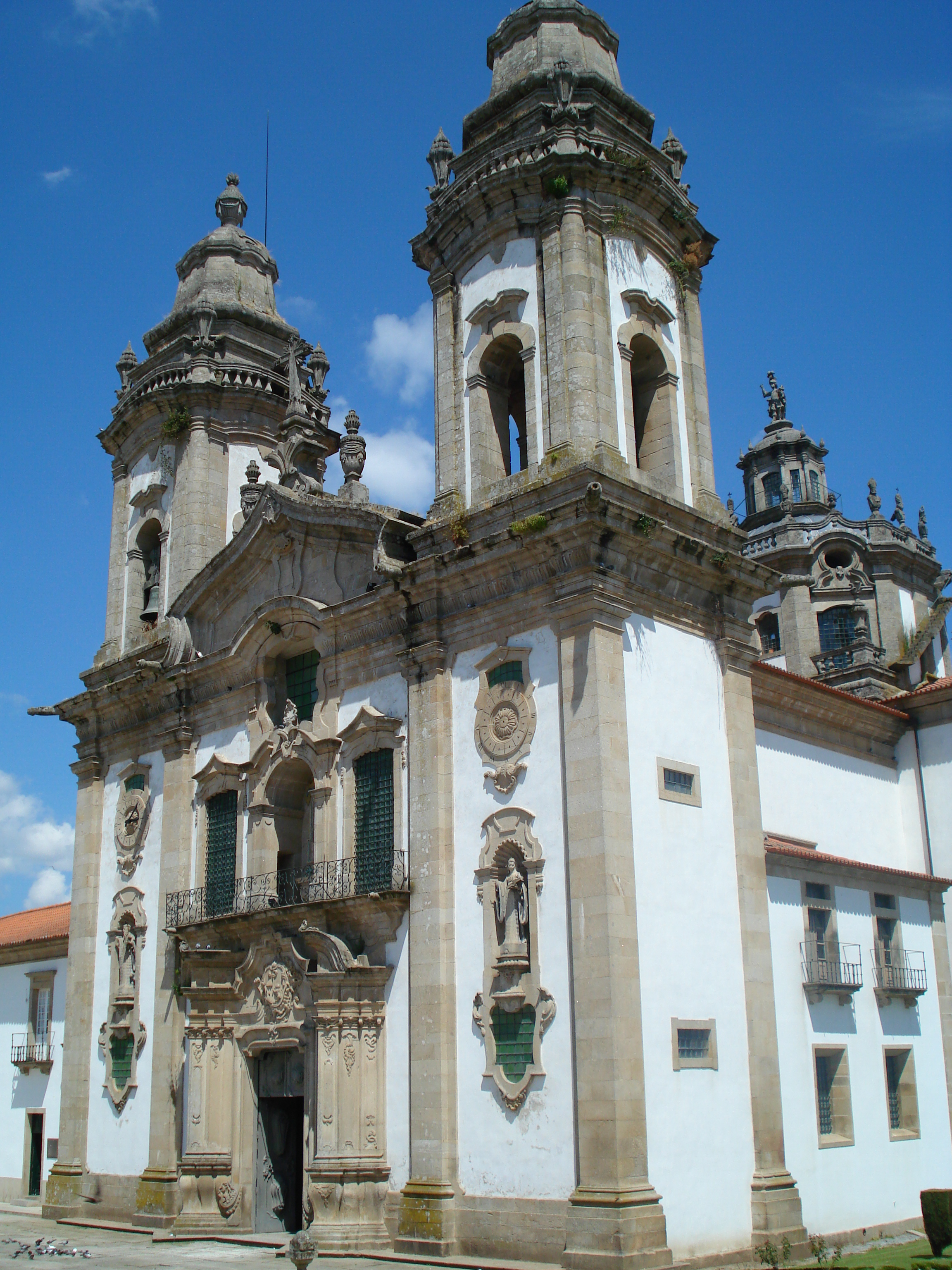
Mosteiro de S. Miguel de Refojos

- Mosteiro de São Miguel de Refojos de Basto

## Geminações
A vila de Cabeceiras de Basto é geminada com as seguintes localidades:
- Neuville-Sur-Saône, Lyon (França)
- Quincieux, Lyon (França)
- Rives, Grenoble (França)
- Sury-le-Comtal, Lyon (França)
- Lalin, Pontevedra (Espanha)
- Boa Vista, Ilha de Boa Vista (Cabo Verde)

## Personalidades ilustres
- Adelaide Penha de Magalhães (professora, escritora feminista e ativista republicana).
- Arnaldo Pereira Leite (engenheiro e ferroviário).
- Baltazar Castro (arquiteto restaurador).
- Francisco Alves de Oliveira (livreiro).
- Francisco Guedes de Carvalho Meneses da Costa (governador de Moçambique de 1797 a 1801).
- Júlio Augusto Henriques (botânico).
- Herculano Mendes (atleta).
- Joaquim dos Santos (padre e compositor).
- Joaquim José Insley Pacheco (fotógrafo e pintor).